# كارول رونين
كارول رونين (بالإنجليزية: Carol Ronen)‏ (و. 1945 – م) هو سياسي من الولايات المتحدة الأمريكية ولد في شيكاغو.